# Aukščiausioji lyga 1974
L'edizione 1974 dell'Aukščiausioji lyga fu la trentesima come campionato della Repubblica Socialista Sovietica Lituana; la vittoria andò al Tauras Šiauliai, giunto al suo 1º titolo.

## Formula
La formula dell'anno precedente fu confermata: il campionato fu disputato su due gironi ed in due fasi; i club partecipanti passarono da 26 a 25, con le retrocesse Žalgiris Naujoji Vilnia, Mastis Telšiai, KKI Kaunas e Automobilininkas Klaipėda solo parzialmente sostituite da Aušra Vilnius, Šviesa Vilnius e Utenis Utena. Nella prima fase i 25 club furono divisi i due gironi (Zalgiris e Nemunas) formati da 13 e 12 squadre: in ciascuno di essi furono disputate gare di andata e ritorno, per un totale rispettivamente di 24 e 22 partite per squadra.
Nella seconda fase le squadre classificate ai primi tre posti dei rispettivi gironi disputavano un torneo a sei, con punteggi azzerati rispetto alla prima fase e gare di andata e ritorno, per un totale di 10 partite. Tutte le altre si affrontarono in gare di andata e ritorno per le posizioni dalla settima in giù. Ad esempio le due quarte si affrontarono per stabilire la settima posizione assoluta, le due quinte si affrontarono per decidere la nona posizione e così via. All'ultima classificata del girone Zalgiris fu attribuita venticinquesima posizione finale.
Non erano previste retrocessioni.

## Prima fase

### Girone Nemunas

#### Classifica finale
| Pos. | Squadra                      | Pt | G  | V  | N | P  | GF | GS | DR  |
| ---- | ---------------------------- | -- | -- | -- | - | -- | -- | -- | --- |
| 1.   | Vienybė Ukmergė              | 35 | 22 | 16 | 3 | 3  | 69 | 17 | +52 |
| 2.   | Atmosfera Mažeikiai          | 35 | 22 | 16 | 3 | 3  | 53 | 11 | +42 |
| 3.   | Dainava Alytus               | 34 | 22 | 15 | 4 | 3  | 44 | 11 | +33 |
| 4.   | Nevėžis                      | 33 | 22 | 16 | 1 | 5  | 39 | 19 | +20 |
| 5.   | Sūduva                       | 28 | 22 | 12 | 4 | 6  | 29 | 16 | +13 |
| 6.   | Sveikata                     | 20 | 22 | 10 | 0 | 12 | 20 | 35 | -15 |
| 7.   | Kooperatininkas Plungė       | 19 | 22 | 6  | 7 | 9  | 29 | 38 | -9  |
| 8.   | Chemikas Kėdainiai           | 15 | 22 | 5  | 5 | 12 | 23 | 30 | -7  |
| 9.   | Cementininkas Naujoji Akmenė | 14 | 22 | 5  | 4 | 13 | 17 | 47 | -30 |
| 10.  | Minija Kretinga              | 13 | 22 | 5  | 3 | 14 | 21 | 46 | -25 |
| 11.  | Tauras                       | 11 | 22 | 4  | 3 | 15 | 25 | 66 | -41 |
| 12.  | Utenis Utena                 | 7  | 22 | 3  | 1 | 18 | 19 | 52 | -33 |

#### Verdetti
- Qualificate al Girone per il titolo: Vienybė Ukmergė, Atmosfera Mažeikiai e Dainava Alytus.

### Girone Žalgiris

#### Classifica finale
| Pos. | Squadra                | Pt | G  | V  | N  | P  | GF | GS | DR  |
| ---- | ---------------------- | -- | -- | -- | -- | -- | -- | -- | --- |
| 1.   | Tauras Šiauliai        | 37 | 24 | 16 | 5  | 3  | 49 | 15 | +34 |
| 2.   | Pažanga Vilnius        | 31 | 24 | 12 | 7  | 5  | 35 | 21 | +14 |
| 3.   | Statybininkas Šiauliai | 30 | 24 | 11 | 8  | 5  | 38 | 18 | +20 |
| 4.   | Ekranas                | 30 | 24 | 11 | 8  | 5  | 27 | 18 | +9  |
| 5.   | Atletas Kaunas         | 28 | 24 | 11 | 6  | 7  | 28 | 20 | +8  |
| 6.   | Banga Kaunas           | 26 | 24 | 10 | 6  | 8  | 30 | 21 | +9  |
| 7.   | Aušra Vilnius          | 23 | 24 | 7  | 9  | 8  | 23 | 22 | +1  |
| 8.   | Statyba Panevėžys      | 22 | 24 | 5  | 12 | 7  | 15 | 22 | -7  |
| 9.   | Elektronika Vilnius    | 21 | 24 | 7  | 7  | 10 | 15 | 27 | -12 |
| 10.  | Inkaras Kaunas         | 21 | 24 | 6  | 9  | 9  | 13 | 25 | -12 |
| 11.  | Šviesa Vilnius         | 16 | 24 | 5  | 6  | 13 | 21 | 34 | -13 |
| 12.  | Politechnika Kaunas    | 15 | 24 | 6  | 3  | 15 | 17 | 43 | -26 |
| 13.  | Granitas Klaipėda      | 12 | 24 | 3  | 6  | 15 | 14 | 39 | -25 |

#### Verdetti
- Qualificate al Girone per il titolo: Tauras Šiauliai, Pažanga Vilnius e Statybininkas Šiauliai

## Seconda fase

### Girone per il titolo
|                        | Pos. | Squadra                | Pt | G  | V | N | P | GF | GS | DR  |
| ---------------------- | ---- | ---------------------- | -- | -- | - | - | - | -- | -- | --- |
| RSS Lituana (bandiera) | 1.   | Tauras Šiauliai        | 16 | 10 | 7 | 2 | 1 | 19 | 6  | +13 |
|                        | 2.   | Vienybė Ukmergė        | 14 | 10 | 6 | 2 | 2 | 16 | 10 | +6  |
|                        | 3.   | Atmosfera Mažeikiai    | 10 | 10 | 4 | 2 | 4 | 17 | 13 | +4  |
|                        | 4.   | Dainava Alytus         | 8  | 10 | 2 | 4 | 4 | 11 | 17 | -6  |
|                        | 5.   | Statybininkas Šiauliai | 7  | 10 | 2 | 3 | 5 | 11 | 19 | -8  |
|                        | 6.   | Pažanga Vilnius        | 5  | 10 | 1 | 3 | 6 | 9  | 18 | -9  |

### Spareggio 7º posto
| Squadra 1 | Totale          | Squadra 2 | Andata | Ritorno |
| --------- | --------------- | --------- | ------ | ------- |
| Ekranas   | 4 - 4 8-6 (dcr) | Nevėžis   | 1 - 1  | 3 - 3   |

### Spareggio 9º posto
| Squadra 1 | Totale | Squadra 2      | Andata | Ritorno |
| --------- | ------ | -------------- | ------ | ------- |
| Sūduva    | 1 - 0  | Atletas Kaunas | 1 - 0  | 0 - 0   |

### Spareggio 11º posto
| Squadra 1    | Totale | Squadra 2         | Andata | Ritorno |
| ------------ | ------ | ----------------- | ------ | ------- |
| Banga Kaunas | 3 - 0  | Sveikata Kybartai | 3 - 0  | 0 - 0   |

### Spareggio 13º posto
| Squadra 1     | Totale          | Squadra 2              | Andata | Ritorno |
| ------------- | --------------- | ---------------------- | ------ | ------- |
| Aušra Vilnius | 3 - 3 3-2 (dcr) | Kooperatininkas Plungė | 2 - 3  | 1 - 0   |

### Spareggio 15º posto
| Squadra 1          | Totale | Squadra 2         | Andata | Ritorno |
| ------------------ | ------ | ----------------- | ------ | ------- |
| Chemikas Kėdainiai | 2 - 1  | Statyba Panevėžys | 0 - 1  | 2 - 0   |

### Spareggio 17º posto
| Squadra 1               | Totale          | Squadra 2           | Andata | Ritorno |
| ----------------------- | --------------- | ------------------- | ------ | ------- |
| Cementas Naujoji Akmenė | 3 - 3 5-4 (dcr) | Elektronika Vilnius | 2 - 1  | 1 - 2   |

### Spareggio 19º posto
| Squadra 1       | Totale | Squadra 2      | Andata | Ritorno |
| --------------- | ------ | -------------- | ------ | ------- |
| Minija Kretinga | ? - ?  | Inkaras Kaunas | 4 - 2  | ? - ?   |

### Spareggio 21º posto
| Squadra 1 | Totale | Squadra 2      | Andata | Ritorno |
| --------- | ------ | -------------- | ------ | ------- |
| Tauras    | ? - ?  | Šviesa Vilnius | ? - ?  | ? - ?   |

### Spareggio 23º posto
| Squadra 1           | Totale | Squadra 2    | Andata | Ritorno |
| ------------------- | ------ | ------------ | ------ | ------- |
| Politechnika Kaunas | ? - ?  | Utenis Utena | 4 - 0  | ? - ?   |

- 25º posto: Granitas Klaipėda